# Vampyrum spectrum
Chauve-souris javelot, Faux-vampire de Linné
Genre
Espèce
Statut de conservation UICN

 NT  : Quasi menacé
La Chauve-souris javelot (Vampyrum spectrum), aussi appelée Faux-vampire de Linné, est une espèce de chauves-souris, la seule du genre Vampyrum.
La chauve-souris javelot a un museau pointu et de longues dents fortes et tranchantes qui lui permettent d'attaquer ses proies. C'est l'une des rares espèces avec desmodus rotundus capables de reprendre leur envol après s'être posées à même le sol.
Les faux vampires de Linné vivent en petites colonies d'une dizaine d'individus environ. Animal nocturne, elle sort au crépuscule pour s'attaquer à des petits animaux tels que les oiseaux, et les mammifères y compris d'autres espèces de chauves-souris de taille plus modeste. En chasse, elle n'hésite pas à tomber sur ses proies, toutes ailes déployées pour leur asséner une morsure fatale à la tête ou à la nuque. Très solidaires elles ramènent souvent des restes de repas pour les partager avec ses congénères.[réf. nécessaire]

## Répartition

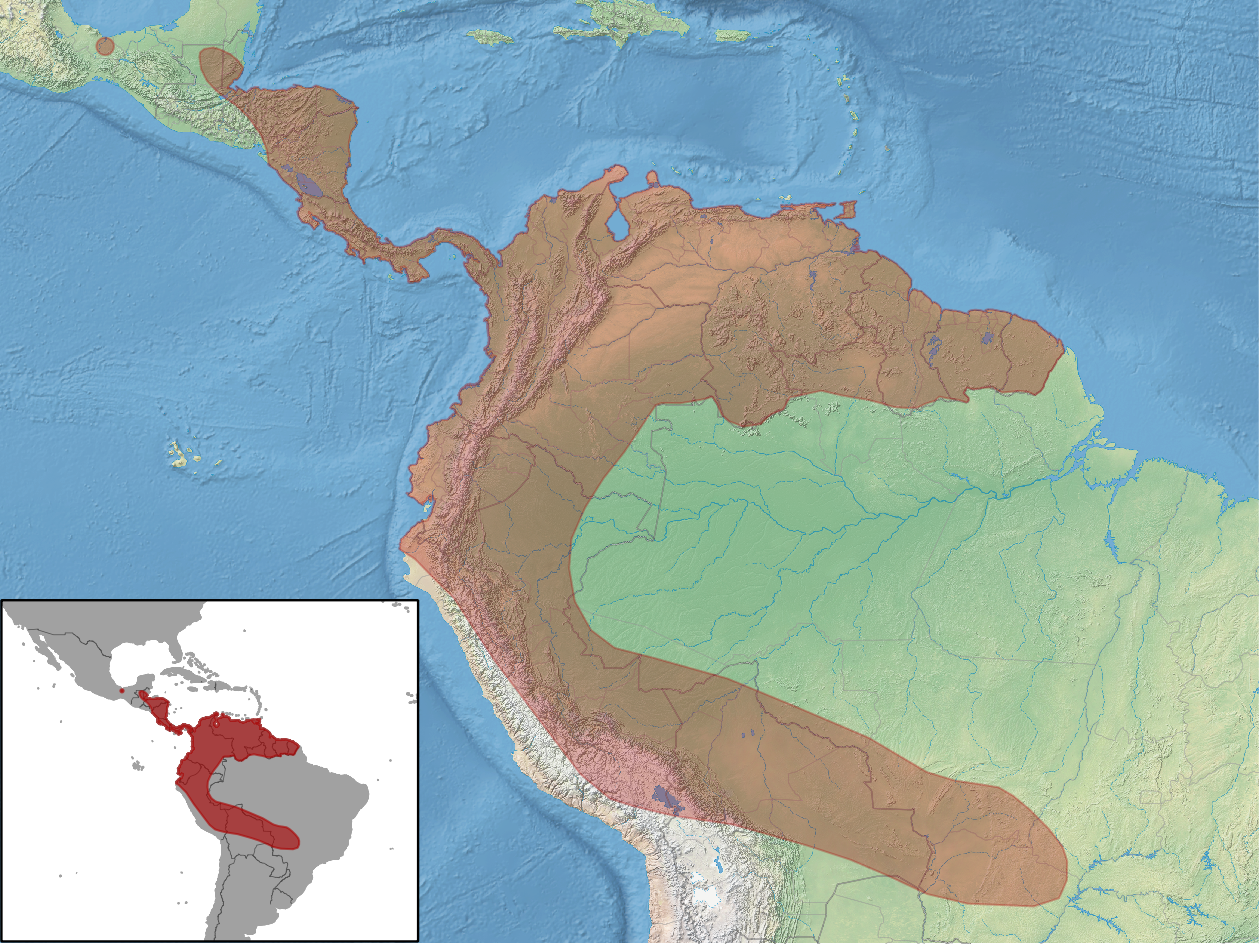
Répartition de l'espèce.

#### GenreVampyrum
- (en) Mammal Species of the World (3e  éd., 2005) : Vampyrum Rafinesque, 1815
- (en) Catalogue of Life : Vampyrum Rafinesque, 1815 (consulté le 11 décembre 2020)
- (fr + en) ITIS : Vampyrum Rafinesque, 1815
- (en) Animal Diversity Web : Vampyrum
- (en) NCBI : Vampyrum (taxons inclus)
- (en) UICN : taxon  Vampyrum  (consulté le 7 janvier 2023)

#### EspèceVampyrum spectrum
- (en) Brainmuseum : Vampyrum spectrum
- (en) Catalogue of Life : Vampyrum spectrum (Linnaeus, 1758) (consulté le 15 décembre 2020)
- (fr + en) ITIS : Vampyrum spectrum (Linnaeus, 1758)
- (en) Animal Diversity Web : Vampyrum spectrum
- (en) NCBI : Vampyrum spectrum (taxons inclus)
- (en) UICN : espèce Vampyrum spectrum (Linnaeus, 1758) (consulté le 4 juin 2015)
- (en) Mammal Species of the World (3e  éd., 2005) :  Vampyrum spectrum